# Noriko Narazaki
Noriko Narazaki –en japonés, 楢崎 教子– (nacida como Noriko Sugawara; Jamato, 27 de septiembre de 1972) es una deportista japonesa que compitió en judo.
Participó en dos Juegos Olímpicos de Verano en los años 1996 y 2000, obteniendo dos medallas: bronce en Atlanta 1996 y plata en Sídney 2000. En los Juegos Asiáticos de 1994 consiguió una medalla de plata.
Ganó una medalla de oro en el Campeonato Mundial de Judo de 1999.

## Palmarés internacional
| Juegos Olímpicos   | Juegos Olímpicos         | Juegos Olímpicos  | Juegos Olímpicos |
| Año                | Lugar                    | Medalla           | Categoría        |
| ------------------ | ------------------------ | ----------------- | ---------------- |
| 1996               | Atlanta (Estados Unidos) | Medalla de bronce | –52 kg           |
| 2000               | Sídney (Australia)       | Medalla de plata  | –52 kg           |
| Campeonato Mundial |                          |                   |                  |
| Año                | Lugar                    | Medalla           | Categoría        |
| 1999               | Birmingham (Reino Unido) | Medalla de oro    | –52 kg           |
| Juegos Asiáticos   |                          |                   |                  |
| Año                | Lugar                    | Medalla           | Categoría        |
| 1994               | Hiroshima (Japón)        | Medalla de plata  | –56 kg           |